# Поденій-Ной (комуна)
Поденій-Ной (рум. Podenii Noi) — комуна у повіті Прахова в Румунії. До складу комуни входять такі села (дані про населення за 2002 рік):
- Валя-Дулче (1071 особа)
- Гіочел (276 осіб)
- Мехедінца (467 осіб)
- Невестяска (368 осіб)
- Поденій-Ной (673 особи)
- Поду-луй-Галбен (303 особи)
- Попешть (652 особи)
- Рахова (463 особи)
- Селчоара (50 осіб)
- Сфекеру (402 особи)

Комуна розташована на відстані 75 км на північ від Бухареста, 22 км на північний схід від Плоєшті, 149 км на захід від Галаца, 74 км на південний схід від Брашова.

## Населення
За даними перепису населення 2002 року у комуні проживали 4725 осіб.
Національний склад населення комуни:
| Національність | Кількість осіб | Відсоток |
| -------------- | -------------- | -------- |
| румуни         | 4540           | 96,1%    |
| цигани         | 182            | 3,9%     |
| угорці         | 2              | < 0,1%   |
| німці          | 1              | < 0,1%   |

Рідною мовою назвали:
| Мова      | Кількість осіб | Відсоток |
| --------- | -------------- | -------- |
| румунська | 4723           | > 99,9%  |
| угорська  | 2              | < 0,1%   |

Склад населення комуни за віросповіданням:
| Релігія       | Кількість осіб | Відсоток |
| ------------- | -------------- | -------- |
| православні   | 4690           | 99,3%    |
| бретрени      | 14             | 0,3%     |
| п'ятдесятники | 11             | 0,2%     |
| римо-католики | 5              | 0,1%     |
| адвентисти    | 3              | 0,1%     |
| лютерани      | 2              | < 0,1%   |